# Diplocalyptis
Diplocalyptis är ett släkte av fjärilar. Diplocalyptis ingår i familjen vecklare.
Kladogram enligt Catalogue of Life:
| Diplocalyptis | \| \| Diplocalyptis apona \| \| \| \| \| \| Diplocalyptis operosa \| \| \| \| \| \| Diplocalyptis tennuicula \| \| \| \| |
|               | \| \| Diplocalyptis apona \| \| \| \| \| \| Diplocalyptis operosa \| \| \| \| \| \| Diplocalyptis tennuicula \| \| \| \| |
|               | Diplocalyptis apona |
|               | |
|               | Diplocalyptis operosa |
|               | |
|               | Diplocalyptis tennuicula                                                                                                 |
|               | |